# Бриони
Бриони (аутохтони истарски назив, a државни хрв. Brijuni лaт. Pullariae) су национални парк који се састоји од групе острва (архипелаг) у Јадранском мору, у југозападној Истри.

## Географија
Острва се налазе неколико километара западно од истарске обале, насупрот места Фажана, и састоје се од 2 острва и 11 острваца укупне површине 36,3 km². Архипелаг је екстериторијално подручје Истарске жупаније под управом из Загреба. Два највећа острва су Вели Брион и Мали Брион. Вели Брион је дуг 4,5 км, широк до 3 км са 690 ha површине. Највиши врх му је 42 м. Лука Бриони је уређена у заливу насупрот Фажани. На северозападу од Велог налази се Мали Брион, одвојен од главног острва уским и плитким (2,5 м) пролазом Тиснацем. Највише (9) острвца налази се на западној и северозападној страни и то са севера према југу: Свети Марко (итaл. San Marco), Газ (Gazza), Обљак (Toronda), Супин (Zumpin grande), Шyпинић (Zumpin piccolo), Галија (Gallia), Груњ (Gronghera), Ванга (Vanga), Maдoнa или Пусти (Madonna del deserto) и Врсар (Orsera). Два насељена острвца, Јеролим (San Girolamo) и Koзaдa или Котеж (Cosada) на југоистоку од Велиог Бриона затварају Фажански канал и опкољени су дубоким морем.
Мирним и равним изгледом слични су истарском копну. Састављени су од готово водоравних кредних кречњака, с добро израженим слојевима. Они су светле боје зрнасте структуре и прилично порозни, па се цене као добар камен за градњу. Острва су прекривена масном црвеницом. Изложени су морским утицајима те имају благу климу са просечном зимском температуром ваздуха 5,8 °C, прољетном 12,5 °C, летњом 22,8 °C и јесењом 14,8 °C. Бура допире јако ослабљена, а снег пада само изузетно и брзо се отопи. Годишња количина падавина (906 mm, према подацима у суседној Пули) није велика и максимум је у октобру, али је релативна влага велика због еколошких разлога (плитко море, дебео слој црвенице и бујан биљни прекривач).
Острва су богато обрасла, где нису направљена вештачке чистине. Црника, ловор, бор, рузмарин и др. уз одлично аклиматизоване суптропске биљке (либански кедар, агаве, палме, бамбуси идр), чине непроходне шикаре и густе шуме. Због задржавања велике земљишне и ваздушне влаге ливаде су редовно зелене. На једном месту је остављена мочвара, како би посетиоци имали увид у то како су Бриони изгледали пре исушивања.

## Историја
Бриони имају богату историју и први људи на Брионским острвима јављају се веома рано. Земуничарско насеље на рту Громачи, потиче још из енеолитика (око 2000. п. н. е.). Откривена је радионица каменог оруђа и оружја, земљаног посуђа, предмета од костију и малобројних предмета од бакра.
Међу првим племенима која су населила Брионе cy Хистри (око 1000. п. н. е.), након којих су дошли Римљани и у XVI веку Хрвати након великог помора аутохтоног романског становништва. На Брионима постоје многи културно-историјски остаци од којих су најпознатији и најсачуванији: римски ладањски дворац (villa rustica) из I - II века и римске терме, Венерин храм, византијски каструм, базилика Св. Марије из V - VI века, црква Св. Германа из XV века.
Кад је у другој половини 19. века изграђена Пула и обновљено њено војничко значење (постаје главна ратна лука Аустроугарске), Брионска острва, постају важан део њеног одбрамбеног система (направљена је утврда и осматрачница). Године 1893. аустријски индустријалац (P. Kupelwajser) купује острва и уз велике трошкове асанира. У том раду учествује и Роберт Кох, који је искоренио маларију са ових острва исушивањем мочвара и порибљавањем мочваре рибицама које се хране ларвама комараца. Након тога, Бриони постају монденско летовалиште познато широм Европе.
Власник је подигао велике и за оно време луксузне хотеле. Поред морског купалишта, био је подигнут и наткривени базен са загрејаном водом. Направљени су путеви, углавном колски (за вожњу кочијама и бициклима), уређено је коњско тркалиште, те игралишта за голф и тенис. Острва су насељена бирном дивљачи (срне, јелени, зечеви, фазани, патке и др.), виногради дају добра вина, а с копна су доведени вода, телеграфско-телефонска веза и електрични вод. Туристичке су грађевине смештене на источној страни Велог Бриона, на месту које је најближе копну.
Почетком 20. века до Првог светског рата било је једно од најреномиранијих састајалишта богатих грађанских и аристократских туриста. Први светски рат, војна окупација, назадовање Пуле и економске промене су упркос добрим везама (авионске и бродске линије за Трст и Венецију потиснуле њихов значај. За време Другог светског рата острва су била опустошена. Непосредно пред крај рата страдали су од бомбардовања хотели и лучки уређаји ва Великом Бриону. После рата, туристички објекти су национализовани, постепено оспособљавани и модернизовани. Обновљен је и инвентар дивљачи.
Бриони су били летња резиденција Јосипа Броза Тита, који је на њима примио више светских државника, државних делегација и истакнутих политичара. На Брионима је одржано више важних седница државних и партијских форума, међу којима и Четврти (брионски) пленум ЦК СКЈ (1966).
Захваљујући својој разуђеној обали (37,8 km), историји, разноврсној флори и фауни, због чега Брионе знају звати „рај на Земљи“, Бриони су 27. октобра 1983. године проглашени националним парком и омиљено су туристичко одредиште.

## Споменици и знаменитости
На острвима Бриони има разноликих археолошких, културних и природних знаменитости:
- археолошки музеј,
- етнолошки музеј
- остаци фортификације каштељерске културе из бронзаног доба датирано у XIV век п. н. е.
- остаци виле рустике из II. века,
- Венерин храм,
- византијски каштел (кастру))
- Bazilika Sv. Marije iz V. veka i manastir Sv. Marije osnovan u XIII veku od benediktinki koja je najpre 1312. dodeljena templarima, a 1314. malteškim vitezovima[5].
- Safari park na severnoj strani Velog Briona stere se na površini od 9 ha[6] koji nastanjuje neobičan spoj autohtone istarske i egzotične južnoameričke, afričke i azijske faune koje je Tito dobivao na poklon: nojevi, lama, zebre, nepalski medved, indijske svete krave i indijski slon, poklon Indire Gandhi, koji je 2012. uginuo od srčanog udara u 45. godini[7]. Među brionskom divljači su zec (Lepus europaeus), paun (Pavo cristatus) i dve vrste jelena – jelen lopatar (Dama dama) i jelen aksis (Axis axis) te muflon (Ovis musimon). Te su vrste početkom 20. stoljeća na Veli Brion unesene kao lovna divljač, a danas su deo brionskog identiteta.
- spomen-područje Vanga uređen je kao prostor Titovog povremenog doma. Na severnom delu je prizemni kompleks, u kojem danas posetioci mogu videti intimniji ambijent u kojem je Tito živio (radni kabinet, bravarsku radionicu itd.) i dio poklona iz inozemstva i Jugoslavije. U južnom delu Vange iskrčen je dio bujne makije i pretvoren u Titov voćnjak i vinograd sa zanimljivim vinskim podrumom[4].
- Pored bogatih povijesnih i prirodnih znamenitosti na Brionima se smjenjuju izložbe iz prirodne povijesti te umetničkog tipa, a leti Rade Šerbedžija sa Teatrom Ulysses organizira dramske predstave.

### Nacionalni park Brioni
Arhipelag poznat po prirodnim lepotama koji se sa Krfom i Kaprijem vodi kao najlepša ostrva Mediterana, od 1983. se vodi kao Nacionalni park Brioni koji obuhvata sva ostrva i akvatorija.
Na Velom Brionu je na 4 mesta otkriveno preko 200 otisaka stopala dinosaura iz razdoblja Cretaceousa, od kuda i naziv Park Krede na Brionima.
A Brioni Maggiore si possono osservare numerose specie di piante mediterranee o esotiche (tra cui numerose mangrovie), oltre ad una fauna piuttosto varia composta tra l'altro da daini, mufloni, scoiattoli, lepri.
Fauna nacionalnoga parka Brioni je bogata brojnošću jedinki i različitim vrstama. Park je stanište površine 561 ha, koje svojom specifičnom mikroklimom omogućuje život mnogobrojnim autohtonim i alohtonim životinjskim vrstama. Raznolikost ekosistema pridonosi ovome bogatstvu – šume, makija, travnjaci i kopnene vode središta su bioraznolikosti.
Zbog izoliranosti ostrva, broj vrsta nije velik, ali su zato njihove populacije stabilne:
- zelena žaba (Pelophylax ridibundus) i
- unesena vrsta žabe (Pelophylax kurtmuelleri), žive u brionskoj lokvi,
- zmija – crna poljarica (Hierophis viridiflavus carbonarius), neotrovna zmija
- barska kornjača (Emys orbicularis),
- unesena vrsta crvenouha kornjača (Trachemys scripta).

U podmorskom svetu Briona otkrivene su vrste potpuno nepoznate u nauci, kao npr."rožnat" koral Alcyonium brionense (Kuekenthal 1906), ili raznoliki sunđeri Ircinia variabilis fistulata (Szymanski, 1904).

## Brionski sastanci i gosti
Brionska ostrva su odavno bila i ostala sinonim za glamur. Još početkom XX. veka tu su se odmarali austrijski nadvojvoda Franc Ferdinand, slikar Gustav Klimt, kompozitor Richard Strauss, izumitelj Guljelmo Markoni književnici George Bernard Shaw i Thomas Mann. No, pravi procvat arhipelag je doživeo od 1950-ih godina, kada je Josip Broz na Brionima ugostio 90 državnika iz 60 zemalja.
Osim što je s egipatskim predsednikom Nasserom i indijskim predsednikom vlade Nehruom potpisao Brionsku deklaraciju, ugostio je i francuskog predsednika de Golla, vijetnamskog predsednika Ho-Ši-Mina, nemačkog kancelara Branta, vođu SSSR-a Brežnjeva, britanskog državnika Churchilla, predsednika SSSR-a Hruščova, egipatskog predsjednika Sadata, kraljicu Elizabetu II iračkog predsjednika Sadama Huseina, kubanskog predsjednika Fidela Kastra. Bile su tu i filmske zvijezde, a među najsjajnije se ubrajaju: Sophia Loren, Richard Burton, Gina Lolobrigida Mario del Monaco, Naomi Krmpbell, Placido Domingo te Angelina Jolie u novije vrijeme.

## Галерија
- Кућица за чамце у луци на Великом Бриону
- Дрворед посвећен Роберту Коху
- Маслиново дрво старо око 3000 година
- Унутрашњост црквице
- Црквица споља
- Зоо-врт
- Јелени се шетају поред туриста
- Брионска мочвара
- Ботанички парк